# Gonospira nevilli
Gonospira nevilli foi uma espécie de gastrópodes da família Streptaxidae.
Foi endémica da Maurícia.